# 东平铁路
东平铁路，又称“东平线”，是中国一条自山东省新泰市通往平邑县的货运铁路。位于山东省中南部。莱芜钢铁集团、泰山钢铁集团和新汶矿业集团等大型企业生产所需的原材料和产品可以直接经本线到达日照港下海。
业主为东平铁路有限责任公司，2009年1月17日在新泰工商局登记注册，注册资金为人民币58,500万元,经营期限为30年，办公地址位于山东省新泰市。其中，济南铁路局出资26%相对控股,新汶矿业集团和莱钢集团各出资25％,日照港股份有限公司出资14,040万元,持股比例24%。

## 技术
正线全长60.2公里，为国铁Ⅱ级单线电气化铁路。线路北起磁莱铁路东都站引出，向南经放城镇至兖石铁路平邑站，共设东牛家庄、放城、汶南、仲村4座车站。预留汶南站、仲村站两个车站。

## 历史
始建于2008年12月26日，2010年11月22日建成通车。投资概算为123228.16万元（每正线公里2049.36万元）。中铁十二局承建。